# Viking: Battle for Asgard
Viking: Battle for Asgard è un videogioco d'azione/videogioco d'avventura sviluppato da The Creative Assembly e pubblicato da SEGA. Venne annunciato il 21 agosto, 2007 da SEGA Europe e immesso in commercio in Nord America il 25 marzo e in Europa l'8 marzo, 2008. Il gioco è basato sulla mitologia nordica, dove la guerra tra dei si è espansa nel regno dei mortali di Miðgarðr, dove il campione di Freya, Skarin deve guidare le forze vichinghe contro la dea Hel.

## Modalità di gioco
Il gioco mostra una struttura free-roaming, con tre isole liberamente esplorabili nel mondo di Miðgarðr. Il giocatore può ricercare diversi soldati vichinghi imprigionati e liberarli, che successivamente lo assisteranno in battaglia.
Il mondo di gioco è pieno di castelli e altri luoghi che il giocatore può attaccare e catturare. Quando il giocatore finisce la missione su ogni isola, deve combattere un'enorme battaglia, che può essere un assedio o uno scontro tra immensi eserciti.
Il giocatore può usare diverse vie per vincere la battaglia, come uccidere lo sciamano, che evoca costantemente truppe, o gettarsi nel combattimento e usare diverse combo e attacchi per uccidere i campioni e i soldati nemici, che rilasceranno rune del drago. Queste rune possono essere usate per chiamare in aiuto potenti draghi che attaccheranno i nemici dall'aria, distruggendoli. Il sistema di combattimento è molto simile al precedente gioco della Creative Assembly, Spartan: Total Warrior, anche se considerato molto più violento.

## Trama
La storia inizia ad Asgard, il regno degli Dei nordici. la battaglia è cresciuta di dimensioni, sfociando nel regno mortale di Miðgarðr ed ora un campione deve essere trovato, un guerriero capace di ribaltare le sorti della guerra.
La dea Hel, figlia di Loki, dio nordico dell'inganno, è stata cacciata dal regno celeste di Asgard per aver disubbidito agli ordini di Odino. Infuriata per questo, ella cerca di liberare il dio-lupo Fenrir, che la leggenda dice portare il Ragnarǫk, l'apocalittica battaglia che distruggerà Asgard e gli dei. Con un'armata di guerrieri resuscitati, Hel marcia sul regno mortale di Midgard.
Freya, dea della guerra, cerca di creare una forza per fermare Hel e difendere il futuro dell'umanità. Per il suo campione ella sceglie Skarin, un grande ma giovane guerriero, che ignora la vera ragione per il favore ricevuto dagli dei e il perché è mandato da essi in questa guerra.
Alla fine del gioco, quando il giocatore finalmente batte Hel, la dea urla: "Non hai liberato Midgard!". Skarin chiede di essere ricevuto nel Valhalla come ricompensa per i suoi servigi ma viene rifiutato da Freya; Skarin quindi libera egli stesso Fenrir e fa iniziare il Ragnarok. Una scena finale mostra come dopo che gli dei sono stati distrutti, gli uomini possano prendere decisioni per loro stessi e l'essenza degli dei non sia più sentita.